# Cô gái Karate
Karate Girl (KG カラテガール), tựa Việt Cô gái Karate, là một bộ phim võ thuật Nhật Bản sản xuất năm 2011, do Kimura Yoshikatsu đạo diễn và Takeda Rina đóng vai chính.

## Tóm tắt nội dung
Hai chị em nhà Kurenai là Ayaka (Takeda Rina đóng) và Natsuki (Tobimatsu Hina đóng) là những hậu duệ trẻ nhất của võ sư karate huyền thoại người Okinawa tên là Kurenai Shoujirou. Khi còn nhỏ, họ sống một cuộc sống hạnh phúc với cha mình (Naka Tatsuya đóng), người khuyến khích cả hai cùng tập luyện karate. Tuy nhiên, một ngày nọ, một nhóm bí ẩn đột nhập vào võ đường của họ - giết cha của họ, bắt cóc Natsuki và đánh cắp biểu tượng đai đen đã được truyền lại trong gia đình họ trong hơn 200 năm. Vài năm sau, Ayaka đang sống một cuộc sống bình lặng như một học sinh trung học bình thường ở Yokohama. Một ngày nọ, khi Ayaka đang làm việc, một nhóm trộm đã ăn cắp ví của một người phụ nữ. Ayaka sử dụng các kỹ thuật karate của mình để ngăn chặn chúng khiến cô trở thành anh hùng trước công chúng. Các bức ảnh của Ayaka đã khiến một tổ chức xấu xa chú ý đến khả năng chiến đấu của cô. Natsuki, mặt khác, đã được đào tạo thành một cỗ máy giết chóc bởi nhóm bí ẩn đã bắt cóc cô từ nhiều năm trước. Chẳng mấy chốc, Natsuki và cả nhóm bắt đầu nhắm vào Ayaka. Vì tình yêu dành cho em gái và với những lời trăn trối của cha để lại, Ayaka quyết định làm mọi cách để đưa Natsuki và đai đen của gia đình trở về từ nanh vuốt của nhóm bí ẩn. 

## Diễn viên
- Takeda Rina trong vai Kurenai Ayaka / Ikegami Ayaka
- Tobimatsu Hina trong vai Kurenai Natsuki / Sakura, em gái của Ayaka
- Naka Tatsuya trong vai Kurenai Tatsuya, cha của chị em Ayaka và Natsuki
- Yokoyama Kazutoshi trong vai Muto Ryuji
- Richard William Heselton trong vai Keith
- Iriyama Noriko trong vai Ikegami Miki, mẹ nuôi của Ayaka
- Takizawa Saori trong vai Ōhashi Reiko
- Horibe Keisuke trong vai Tagawa Amane.[2]

## Tiếp nhận
Bộ phim đã nhận được sự hoan nghênh nhiệt liệt của khán giả.